# Grevillea tenuiloba
Grevillea tenuiloba är en tvåhjärtbladig växtart som beskrevs av Charles Austin Gardner. Grevillea tenuiloba ingår i släktet Grevillea och familjen Proteaceae. Inga underarter finns listade i Catalogue of Life.